# Theotimius rhodesianus
Theotimius rhodesianus är en skalbaggsart som beskrevs av Gilbert John Arrow 1936. Theotimius rhodesianus ingår i släktet Theotimius och familjen bladhorningar. Inga underarter finns listade i Catalogue of Life.